# Бернстаун (тауншип, Миннесота)
Бернстаун (англ. Burnstown) — тауншип в округе Браун, Миннесота, США. На 2000 год его население составило 260 человек.

## География
По данным Бюро переписи населения США площадь тауншипа составляет 90,4 км², из которых 89,9 км² занимает суша, а 0,5 км² — вода (0,60 %).

## Демография
По данным переписи населения 2000 года здесь находились 260 человек, 106 домохозяйств и 75 семей.  Плотность населения —  2,9 чел./км².  На территории тауншипа расположено 119 построек со средней плотностью 1,3 построек на один квадратный километр. Расовый состав населения: 99,62 % белых и 0,38 % азиатов. Испанцы или латиноамериканцы любой расы составляли 0,38 % от популяции тауншипа.
Из 106 домохозяйств в 32,1 % воспитывались дети до 18 лет, в 66,0 % проживали супружеские пары, в 0,9 % проживали незамужние женщины и в 29,2 % домохозяйств проживали несемейные люди. 26,4 % домохозяйств состояли из одного человека, при том 10,4 % из — одиноких пожилых людей старше 65 лет. Средний размер домохозяйства — 2,45, а семьи — 2,96 человека.
26,5 % населения — младше 18 лет, 9,2 % — в возрасте от 18 до 24 лет, 21,9 % — от 25 до 44, 25,4 % — от 45 до 64, и 16,9 % — старше 65 лет. Средний возраст — 40 лет. На каждые 100 женщин приходилось 126,1 мужчин.  На каждые 100 женщин старше 18 приходилось 127,4 мужчин.
Средний годовой доход домохозяйства составлял 34 375 долларов, а средний годовой доход семьи — 42 500 долларов. Средний доход мужчин — 30 469 долларов, в то время как у женщин — 18 750. Доход на душу населения составил 18 919 долларов. За чертой бедности находились 8,1 % семей и 5,5 % всего населения тауншипа, из которых 4,4 % младше 18 лет.